# Tantilla nigra
Tantilla nigra – gatunek kolumbijskiego węża z rodziny połozowatych (Colubridae).

## Systematyka
Węże tego gatunku zaliczają się do rodziny połozowatych, do której zaliczano je od dawna. Starsze źródła również umieszczają Tantilla w tej samej rodzinie Colubridae. Używają jednak dawniejszej polskojęzycznej nazwy wężowate czy też węże właściwe, poza tym Colubridae zaliczają do infrapodrzędu Caenophidia, czyli węży wyższych. W obrębie rodziny rodzaj Tantilla wchodzi w skład podrodziny Colubrinae.

## Rozmieszczenie geograficzne
Połozowaty ten zamieszkuje zachodnią Kolumbię, a dokładniej jej departament Chocó, graniczący z Panamą.

## Zagrożenia i ochrona
Znaleziono tylko jeden okaz węża tego gatunku. Nie pozwala to na ustalenie trendów populacyjnych. Trudno także określić, jakie habitaty preferują. Prawdopodobnie chodzi o wilgotne lasy nizinne, gdzie węże te przebywają wśród gnijącej roślinności lub w ziemi.
Zagrożeniem dla gatunku może się okazać utrata leśnych środowisk, w których żyje.